# Роки 4
Роки 4 (енгл. Rocky IV) је филм из 1985. године и четврти од осам наставка о боксеру Рокију Балбои, кога игра Силвестер Сталоне, који је и режисер филма.

## Радња
Године 1985. совјетски боксер Иван Драго допутује у Сједињене Државе са својом женом Људмилом, совјетском пливачицом, и екипом тренера из Совјетског Савеза и са Кубе. Његов менаџер, Николај Колов, користи сваку прилику да промовише Драгов атлетицизам као обележје совјетске супериорности. Мотивисан патриотизмом и урођеним нагоном за доказивањем, Аполо Крид изазове Драга на егзибициони меч. Роки је резервисан, али пристане да тренира Апола, упркос својим бојазнима по питању меча. У међувремену Роки купи робота свом зету Полију као поклон за рођендан.
Током конференције за штампу, приређене поводом меча, између Аполовог и Драговог штаба долази до излива мржње. Егзибициони меч се одигра у хотелу МГМ Гранд у Лас Вегасу. Аполо уђе у ринг у врхунском патриотском маниру, уз пратњу Џејмса Брауна, који изведе песму "Living in America" са све плесачицама. Меч почне у питомом маниру, тако што Аполо зада неколико удараца којима не успева да уздрма Драга, али Драго одједанпут жестоко узврати ударцима погубним по Апола. На крају прве рунде Роки и Аполов тренер Дјук траже да се меч прекине, али Аполо то одбије и захтева од Рокија да не прекида меч, шта год да се деси. Драго настави да премлаћује Апола у другој рунди, а Дјук преклиње Рокија да убаци пешкир у ринг. Роки испоштује Аполову жељу, због чега је Драго у могућности да му зада коначан ударац, убивши га. После меча Драго не покаже ни трунку кајања, рекавши хладнокрвно и цинично у свом обраћању публици: "Ако умре, умре."
Исфрустриран хладном индиферентношћу Совјета, Роки одлучи да лично изазове Драга, али ради тога мора да се одрекне своје шампионске титуле. Драгов штаб пристане на несанкционисани меч са петнаест рунди у Совјетском Савезу на дан Божића, што је договорено да би се Драго заштитио од претњи насиљем које је добијао у Сједињеним Државама. Роки отпутује да тренира у Совјетском Савезу по зими и у суровим условима, сместивши се у удаљену планинску колибу, а друштво му праве само Дјук и Поли, али не и његова жена Адријан, која не одобрава меч. Дјук отвори душу Рокију, рекавши да је он заправо одгојио Апола и да му је он био попут сина, те изрази своју веру да ће Роки изаћи из меча као победник. Да би се припремио за меч, Драго користи опрему високе технологије, екипу тренера и лекара који надгледају сваки његов покрет, као и редовне дозе анаболичких стероида (иако је његова жена на првој конференцији за штампу негирала гласине о употреби анаболичких стероида у Совјетском Савезу). Роки, на другој страни, вежба у суровим условима, у дубоком снегу преко планинског терена, користећи старинске фармерске реквизите. Адријан неочекивано допутује да пружи подршку Рокију, који овим стекне још већу мотивацију.
Пре почетка меча Балбоа први уђе у ринг, уз врло непријатељски настројену публику. Док он нервозно чека у рингу, у арени се одједном угасе светла, а Драго се појави уз елаборирану патриотску церемонију и интонирање совјетске химне, уз присуство генералног секретара СССР и Политбироа. Домаћа публика је листом на страни Драга и непријатељски настројена према Рокију. Насупрот свом мечу са Аполом, Драго одмах крене офанзивно. Роки прими жестоке ударце у првој рунди, али успева да издоминира пред крај друге рунде, пошто зада жесток ударац десницом који посече Драгово лево око, запањивши и Драга и публику. Дјук храбри Рокија подсећајући га да је управо доказао да је Драго само човек, а не машина. Насупрот њему, Драго прокоментарише својим тренерима да Роки "није човек, већ попут гвожђа" пошто га његови тренери прекоре због свог перформанса против "слабог" Американца.
Двојица боксера проведу наредних десетак рунди размењујући ударце, а Роки успева да задржи тло под ногама упркос Драговој упорности. На почетку дванаесте рунде, претходно непријатељски настројена публика одједном почне да скандира и навија за Балбоу. Пошто га Колов изгрди, Драго се побуни, бацивши га из ринга и директно се обративши совјетском лидеру, изјавивши да се он бори само за себе. У последњој рунди оба борца су исцрпљена; Роки у почетку прими више казнених удараца, али успева да остане на ногама. Оба борца размењују ударце, али пред крај рунде Роки издоминира, задавши Драгу серију жестоких удараца и нокаутиравши га.
Роки одржи победнички говор, потврђујући да се мржња локалне публике према њему током меча претворила у узајамно поштовање. Роки на крају изјави да, ако он и они могу да се промене, онда свако може да се промени. Совјетски лидер устане и невољно аплаудира, а остали чланови Политбироа следе његов пример. Роки заврши свој говор честитајући Божић свом сину, који код куће гледа меч на телевизији, и победнички подигне руке у вис док публика аплаудира.

## Улоге
| Глумац            | Улога                            |
| ----------------- | -------------------------------- |
| Силвестер Сталоне | Роки Балбоа                      |
| Долф Лундгрен     | Иван Драго                       |
| Талија Шајер      | Адријана „Адријан“ Пенино Балбоа |
| Берт Јанг         | Поли Пенино                      |
| Карл Ведерс       | Аполо Крид                       |
| Бригит Нилсен     | Људмила Вобет Драго              |
| Тони Бертон       | Тони „Дјук“ Еверс                |
| Мајкл Патаки      | Николај Колов                    |

## Зарада
- Зарада у САД - 127.873.716 $
- Зарада у иностранству - 172.600.000 $
- Зарада у свету - 300.473.716 $